# Силецкий, Валерий Петрович
Валерий Петрович Силецкий (12 января 1942, Кировоградская область) — советский футболист, полузащитник. Мастер спорта СССР с 1969 года. Всю карьеру провёл в составе николаевского «Судостроителя». За это время принял участие в 303 матче чемпионата СССР. Выходил на поле в полуфинальном матче Кубка СССР 1969.

## Игровая карьера
Профессионально футболом начал заниматься в Одессе во время учёбы в техническом училище. Играл в юношеской команде «Одесского завода сельскохозяйственного машиностроения». Во время службы в армии выступал в клубной команде одесского СКА.
Летом 1965 года по приглашению тренера Абрама Лермана стал игроком николаевского «Судостроителя». Дебют Силецкого в команде «корабелов» состоялся в гостевом матче в Коммунарске против «Коммунарца». В своей третьей игре в Никополе с «Трубником» открыл счёт забитым мячам. Сначала играл в нападении, но вскоре был переведён на позицию правого полузащитника. Всего за 9 сезонов в «Судостроителе» провёл в чемпионатах СССР 303 матча, забил 57 голов. В 1968 году участвовал в переходном турнире за место в высшей лиге. В 1969 году выходил на поле в полуфинальном матче Кубка СССР против львовских «Карпат». Становился серебряным (1971) и бронзовым (1973) призёром чемпионата УССР. В 1973 году в возрасте 31 года после серьезной травмы Силецкий был вынужден завершить игровую карьеру.

## Статистика в чемпионатах СССР
| Клуб                     | Сезон                    | Чемпионат | Чемпионат | Кубок | Кубок | Итого | Итого |
| Клуб                     | Сезон                    | Игры      | Голы      | Игры  | Голы  | Игры  | Голы  |
| ------------------------ | ------------------------ | --------- | --------- | ----- | ----- | ----- | ----- |
| Судостроитель (Николаев) | 1965                     | 19        | 7         | 0     | 0     | 19    | 7     |
| Судостроитель (Николаев) | 1966                     | 33        | 4         | 1     | 0     | 34    | 4     |
| Судостроитель (Николаев) | 1967                     | 38        | 4         | 1     | 0     | 39    | 4     |
| Судостроитель (Николаев) | 1968                     | 42        | 10        | 2     | 0     | 44    | 10    |
| Судостроитель (Николаев) | 1969                     | 41        | 4         | 6     | 0     | 47    | 4     |
| Судостроитель (Николаев) | 1970                     | 41        | 7         | 2     | 0     | 43    | 7     |
| Судостроитель (Николаев) | 1971                     | 48        | 7         | —     | —     | 48    | 7     |
| Судостроитель (Николаев) | 1972                     | 31        | 11        | —     | —     | 31    | 11    |
| Судостроитель (Николаев) | 1973                     | 10        | 3         | —     | —     | 10    | 3     |
| Судостроитель (Николаев) | Итого                    | 303       | 57        | 12    | 0     | 315   | 57    |
| Всего за «Судостроитель» | Всего за «Судостроитель» | 303       | 57        | 12    | 0     | 315   | 57    |
| Всего за карьеру         | Всего за карьеру         | 303       | 57        | 12    | 0     | 315   | 57    |

## Семья
Жена Надежда Трофимовна. Сын Валерия Петровича Сергей Силецкий тоже футболист.
Дочери Татьяна и Кристина.